# جوزيف لي سميث
جوزيف لي سميث (بالإنجليزية: Joseph Lee Smith) هو محامي أمريكي، ولد في 1776، وتوفي في 1846.